# 2010-ті в Одесі
2010-ті в Одесі — десятиліття, що ознаменувалося суттєвими змінами в економічному, культурному та суспільному житті міста. Одеса цього періоду стала важливим центром політичного, культурного та туристичного життя України, попри соціальні виклики та політичні кризи.

## Політичні події

### Початок десятиліття
На початку 2010-х років Одеса залишалася одним із ключових регіонів України завдяки стратегічному положенню та статусу великого порту. Політичне життя було стабільним, але з появою нових соціальних викликів активізувалася громадянська свідомість.

### Події Революції Гідності та наслідки
У 2014 році Революція Гідності вплинула на політичний клімат міста. Одеса стала ареною демонстрацій та протестів. Трагедія 2 травня 2014 року в Будинку профспілок залишила значний відбиток на суспільному житті. Подія призвела до ескалації конфліктів між різними групами населення, але надалі місто стало символом стабільності на півдні України.
Після 2014 року Одеса була на передовій у боротьбі з сепаратизмом. Завдяки зусиллям місцевої влади та громадськості, місто зберегло свій статус мирного мегаполіса, незважаючи на складну суспільно-політичну ситуацію.

## Економічний розвиток

### Морський порт
Одеський порт залишався однією з головних економічних артерій міста. Протягом 2010-х років він забезпечував значну частину експорту та імпорту України, включаючи зерно, метали та нафту. Інвестиції в модернізацію порту сприяли зростанню вантажообігу.

### Туризм
Туризм став однією з провідних галузей економіки міста. З початку 2010-х років кількість іноземних туристів значно зросла завдяки міжнародним фестивалям, таким як:
- Одеський міжнародний кінофестиваль (з 2010 року);
- Одеса Джазфест;
- Щорічний фестиваль гумору Гуморина.

Ресторани, готелі та інфраструктура старого міста також стали частиною популярного туристичного маршруту.

### Розвиток IT
Одеса стала одним із центрів IT-індустрії України. У місті відкривалися нові офіси міжнародних компаній, таких як Luxoft, DataArt та інших. Завдяки цьому кількість робочих місць у високотехнологічних сферах значно зросла.

### Інфраструктура
Протягом десятиліття в Одесі активно розвивалися транспортні та соціальні об'єкти:
- Реконструкція Одеського аеропорту;
- Будівництво нових житлових комплексів, включаючи хмарочоси в районі Аркадії;
- Реставрація історичних будівель, зокрема Одеської національної опери.

## Культурне життя
Одеса в 2010-х роках залишалася центром культурного життя:
- Одеський театр опери та балету продовжував збирати аншлаги на прем’єрах;
- Одеський художній музей проводив численні виставки, зокрема робіт українських митців;
- У 2019 році відбувся ребрендинг Одеського кінофестивалю, що зробив його одним із головних кіноподій у Східній Європі.

Місто також стало місцем знімання численних фільмів і телесеріалів.

## Спорт
Одеса продовжувала бути активним спортивним центром:
- ФК «Чорноморець» вийшов до фіналу Кубка України 2013 року;
- У місті проводили міжнародні спортивні заходи, включаючи змагання з яхтингу, легкої атлетики та марафони.

## Соціальні зміни

### Волонтерський рух
Після 2014 року Одеса стала одним із центрів волонтерського руху в Україні. Організації надавали допомогу військовим і переселенцям із зони бойових дій. Одеса також приймала тисячі внутрішньо переміщених осіб.

### Екологія
Попри прогрес в інших сферах, екологічні проблеми залишалися значними:
- Забруднення Чорного моря через діяльність порту та скидання неочищених стоків;
- Зростання кількості автомобілів спричинило погіршення якості повітря.

## Пам'ятні події
- 2014 — Протистояння в Одесі 2 травня 2014;
- 2018 — відкриття нового термінала Одеського аеропорту;
- 2019 — проведення найбільшого в історії Одеського міжнародного кінофестивалю.

## Проблеми
Серед основних проблем десятиліття:
- Нестача місць для паркування та перевантаження транспортної мережі;
- Недостатній рівень відновлення історичних будівель у центрі міста;
- Корупція в міських органах влади, яка перешкоджала швидкому розвитку.